# Li-Meng Yan
Dr. Li-Meng Yan és un viròloga, investigadora i denunciant xinesa que va fugir de Hong Kong després que els seus supervisors la silenciessin i l'obliguessin a aturar la seva investigació sobre COVID-19. Yan creu que el govern xinès i l'Organització Mundial de la Salut coneixien com es transmetia la covid-19 entre les persones molt abans del que es va informar, fins i tot abans de publicar informes. Actualment viu amagada als EUA.
Va obtenir el seu grau al XiangYa Medical College de la Central South University de la Xina, i el seu doctorat a la South Medical University, Xina. La seva recerca inclou l'estudi d'una vacuna antigripal universal, anticossos reactius creuats i immunologia cel·lular. En el moment de la pandèmia de la covid-19, treballava a l'Escola de Salut Pública de Hong Kong, a la Universitat de Hong Kong, fent recerca especialitzada en virologia i immunologia.
Va ser una de les primeres científiques del món a estudiar el brot de coronavirus a Wuhan, segons la seva versió, després que el doctor Leo Poon, el seu supervisor a la universitat de Hong Kong (un laboratori de referència de l'OMS), li va demanar que mirés els casos com els SARS a Wuhan, el desembre del 2019. A través d'una àmplia xarxa de professionals mèdics de la Xina continental va conèixer que el covid-19 es transmetia entre les persones el 31 de desembre de 2019. El 9 de gener de 2020, l'OMS va publicar una declaració dient que no hi havia "cap evidència" de transmissió persona a persona de la covid-19. Yan va continuar les seves investigacions sobre la malaltia i va comunicar les seves troballes als seus superiors el 16 de gener. Després li van advertir que no continués i que "callés i estigués atenta", o en cas contrari tindria problemes i havia de desaparèixer.
A l'abril del 2020 va fugir de Hong Kong i va viatjar als Estats Units per sensibilitzar sobre la pandèmia i el paper que hi havia tingut el govern xinès. Va arribar a LAX i, suposadament, va ser interrogada per la Oficina Federal d'Investigació durant hores després de la seva posada en llibertat.
La Universitat de Hong Kong va negar els fets i va assenyalar que Yan mai havia fet cap investigació sobre la transmissió entre humans del nou coronavirus a HKU durant el desembre de 2019 i el gener de 2020, segons va afirmar la seva entrevista.